# Nicolás Calderón
Nicolás Antonio Calderón García (Santo Domingo, República Dominicana, 6 de mayo de 1976) es un abogado, comunicador social y político dominicano. En el segundo mandato presidencial de Leonel Fernández, Nicolás fue presidente de la Comisión Hípica Nacional Dominicana hasta agosto del 2008. El 18 de ese mismo mes fue designado director general de los Comedores Económicos del Estado Dominicano, cargo que desempeñó hasta agosto del 2012, aunque retornó nuevamente en septiembre de 2016 al ser designado por el presidente Danilo Medina, que iniciaba su segundo período gubernamental.
En el 2014 fue elegido miembro del comité central del Partido de la Liberación Dominicana, tras obtener más de 100 mil votos en el Congreso Comandante Norge Botello.
Durante su administración en los Comedores Económicos se crearon varias sucursales en distintos municipios del país y se dieron ayudas alimentarias a miles de personas de escasos recursos económicos.
En medio de negociaciones, en el año 2009 Nicolás Calderón llegó a acuerdos con un fabricante automotriz extranjero para que le creara 50 cocinas móviles que serían implementadas a los Comedores Económicos. En diciembre de ese año el entonces presidente Leonel Fernández entregó las primeras 28 unidades a los Comedores Económicos del Estado. Gracias a la creación de este servicio, miles de personas reciben alimentación diariamente debido a que la comida llega a los lugares con mayor índice de pobreza extrema del país. Al ocurrir el catastrófico Terremoto de Haití del 2010 los Comedores Económicos suplieron más de 200 mil raciones diarias a través de las cocinas móviles.
Tras la salida del expresidente Leonel Fernández del Partido de la Liberación Dominicana el 20 de octubre de 2019, Nicolás Calderón decidió acompañarlo a la organización política recién creada La Fuerza del Pueblo (FP), de la cual es uno de los fundadores, secretario de finanzas y miembro de su dirección central y política.

## Biografía
Nicolás Antonio Calderón García nació el 6 de mayo de 1976 en Santo Domingo, República Dominicana. Es hijo de Nesftalí Calderón Peguero y Ana Antonia García Conse. Se graduó de Bachiller en Ciencias Físicas y Matemáticas en el Liceo Vespertino Ramón Emilio Jiménez y en 2003 se graduó de Licenciado en Derecho con la importante distinción académica magna cum laude, carrera que inició en la Universidad Autónoma de Santo Domingo (UASD) y concluyó en la Universidad del Caribe (UNICARIBE).
Se especializó en Técnica de Litigación en el Proceso Penal, en la Universidad Nacional Pedro Henríquez Ureña (UNPHU); Comunicación Social en el Instituto Nacional de Periodistas.
Nicolás Calderón posee varios títulos académicos sobre la gestión financiera en diferentes universidades del mundo, entre ellas tiene una Especialización en Gestión Financiera en The George Washington University International. También posee Especialización en Finanzas Corporativas en ADEN University International Business School, así como un máster en Dirección de Finanzas de la Universidad Politécnica de Catalunya (UPC), Barcelona, España. The George Washington University International (UW), The Graduate School Of Political Management, Specialization in Public Policy. 

## Vida política
Nicolás Calderón inició su participación en actividades políticas en el año 1994, integrándose al Partido de la Liberación Dominicana (PLD) como circulista, adscrito al Comité Intermedio 24 de Abril en el sector Manganagua, Circunscripción número uno del Distrito Nacional. Posteriormente, fue miembro de dicho comité. Participó en distintos procesos electorales como parte de los equipos de campaña del partido, desempeñando funciones de coordinación en provincias de la región noroeste como Montecristi, Dajabón, Santiago Rodríguez y Valverde. Asimismo, colaboró en labores operativas y organizativas en otras provincias del país.
En el año 2013, en el VIII Congreso Ordinario Comandante Norge Botello, se presentó como aspirante al Comité Central de esa organización política y fue electo miembro de ese organismo con más de 104,000 votos por parte de la membrecía y militancia del PLD.
En el año 2016, como miembro del Comité Central del Partido de la Liberación Dominicana (PLD), Nicolás Calderón fue designado como coordinador de campaña para los niveles presidencial, congresual y municipal en la Circunscripción n.º 6 del Municipio Santo Domingo Norte, Provincia Santo Domingo. En dicho proceso electoral, la organización política que representaba obtuvo la mayoría de los cargos disputados en esa demarcación, incluyendo el nivel presidencial, senatorial, cinco de los seis escaños a diputados, la alcaldía del municipio, la dirección del Distrito Municipal de La Victoria y catorce de los diecisiete puestos de regidores.
En el año 2019, durante el proceso interno del Partido de la Liberación Dominicana (PLD) para la selección de sus candidatos con miras a las elecciones generales de 2020, Nicolás Calderón fue designado como encargado de finanzas del equipo de campaña correspondiente al proyecto presidencial "Leonel 2020".